# 하시모토 유지
하시모토 유지(일본어: 橋本 雄二, 1970년 5월 13일 ~ )는 일본의 전 축구 선수이다.

## 구단 경력
1993년 일본 사커 리그의 감바 오사카에 입단했다. 1996년까지 54경기에 출전. 1997년 재팬 풋볼 리그의 사간 도스로 이적했다. 1998년후 현역 은퇴.